# Disznó (film)
A Disznó (eredeti cím: Pig) 2021-ben bemutatott amerikai filmdráma, amelyet Michael Sarnoski írt és rendezett (rendezői debütálásában), Vanessa Block és Sarnoski története alapján. A főszerepben Nicolas Cage, Alex Wolff és Adam Arkin látható.
A Disznót 2021. július 16-án mutatták be az Egyesült Államokban a Neon forgalmazásában. A filmet a kritikusok elismeréssel fogadták, dicsérték a forgatókönyvet és Cage alakítását. A film elnyerte a legjobb forgatókönyvnek járó Independent Spirit-díjat, és Cage-et másodszor is jelölték a legjobb színésznek járó Critics' Choice Movie Awardra.

## Rövid történet
Egy szarvasgomba-vadász egyedül él az oregoni vadonban a zsákmányszerző disznójával. Amikor a disznót elrabolják, 
visszatér elmúlt életéhez, hogy megkeresse az állatot.

## Cselekmény
Robin Feld - korábbi neves séf Portlandben - visszavonultan, magányosan él az oregoni erdők mélyén, egy faházban. Szarvasgomba gyűjtéssel foglalkozik, egy általa nagyra becsült szarvasgomba-kereső malac segítségével.
A szarvasgombákért rendszeres időközönként egy fiatalember, Amir jön el egy luxusautóval és portlandi luxuséttermekbe szállítja a szarvasgombát. Amir konzerveket és egyéb cikkeket ad cserébe a gombáért, így a teljes hasznot ő fölözi le.
Egyik éjszaka Robot ismeretlenek megtámadják, megverik és ellopják a disznóját.
Rob felkeresi Amirt, aki segít neki felkutatni egy csoport drogfüggőt, akiket egy helyi szarvasgomba-vadász gyanúsít a tett elkövetésével. Nem is tagadják a vádat és azt állítják, hogy a disznót valakinek odaadták, aki Portland belvárosában lakik.
Rob és Amir Portlandbe autózik, és felkeresnek egy földalatti bunyós ringet, amelyet Edgar, Rob régi ismerőse vezet. Rob itt megvereti magát, cserébe Edgar infót ad neki a disznó lehetséges hollétéről.
Másnap reggel Amir elárulja, hogy a szülei boldogtalan házasságban éltek, és azt mondja, hogy a legboldogabb napjuk Rob éttermében elköltött egyik vacsora után volt, mielőtt az anyja öngyilkosság áldozata lett.
Rob megkéri Amirt, hogy foglaljon asztalt maguknak az Eurydice-ban, egy divatos haute cuisine étteremben. Közben Rob meglátogatja a házat, ahol tizenöt évvel korábban a feleségével, Lorival élt, akinek halála arra késztette Robot, hogy visszavonuljon a társadalomtól.
Az Eurydice étteremben Rob találkozót kér a főszakáccsal, Derekkel, aki korábban Rob éttermének segédszakácsa volt. Rob élesen, de együttérzően kritizálja Dereket, amiért egy kortárs éttermet nyitott, nem pedig egy igazi angol kocsmát, amit mindig is szeretett volna vezetni. Az álmai emlékétől és a jelenlegi körülményei valóságától elborzadva Derek bevallja, hogy Amir gazdag apja, Darius áll a disznó ellopása mögött, mivel Amirtól értesült a disznó létezéséről, és ő is ebben az üzletágban érdekelt.
Rob dühös Amirra, majd elmegy, hogy beszéljen Dariusszal az otthonában. Darius 25.000 dollárt ígér neki a disznóért cserébe, és a disznó halálával fenyegeti Robot, ha tovább erősködik, hogy vissza akarja kapni.
Amir meglátogatja kómában fekvő édesanyját egy gondozóintézetben, így kiderül, hogy életben van.
Rob bevallja Amirnak, hogy nincs szüksége a disznóra a szarvasgomba kereséshez, mivel a fák helyzete elárulja neki, hogy hol talál gombát, de szereti a disznót, ezért akarja visszakapni. Megkéri Amirt, hogy gyűjtsön össze alapanyagokat, amiket felír neki egy listára, hogy visszaszerezhesse a disznóját.
Rob egy bagettet kér egykori pékjétől, közben Amir különleges hozzávalókat szerez be, köztük egy üveg bort Rob és Lori személyes gyűjteményéből, amelyet a Lori hamvait tartalmazó mauzóleumban őriznek.
Miután visszalopakodnak Darius házába, Rob és Amir vacsorát főz és tálal Dariusnak, pontosan ugyanazt az ételt és borpárosítást, amit Rob évekkel korábban Dariusnak és feleségének készített az éttermében. Dariuson heves érzelmek törnek ki, elhagyja az asztalt. Amikor Rob követi őt, Darius bevallja, hogy a drogosok, akiket felbérelt a lopáshoz, rosszul bántak a disznóval, ami a disznó halálához vezetett. Rob teljesen összetörik és a földön fekve sír.
Amir visszaviszi őt az erdei otthonához közeli vendéglőbe. Amir gondatlansága ellenére Rob úgy dönt, hogy folytatja vele a társulást. Visszatérve az erdőbe, Rob megmossa véres arcát a tóban, mielőtt visszatérne a kunyhójába, hogy lejátssza a magnókazettát, amit Lori vett fel magáról, amint Bruce Springsteen I'm on Fire című dalát énekli neki a születésnapjára.

## Szereplők
| Szerep                  | Színész          | Magyar hang   |
| ----------------------- | ---------------- | ------------- |
| Robin „Rob” Feld        | Nicolas Cage     | Csankó Zoltán |
| Amir                    | Alex Wolff       | Baráth István |
| Darius                  | Adam Arkin       | Háda János    |
| Charlotte               | Nina Belforte    | N/A           |
| MacDarius               | Gretchen Corbett | N/A           |
| Derek Finway séf        | David Knell      | Holl Nándor   |
| Donna/étteremi pincérnő | Beth Harper      | N/A           |
| Edgar                   | Darius Pierce    | N/A           |
| Lorelai „Lori” Feld     | Cassandra Violet | N/A           |

## A film készítése
2019 szeptemberében bejelentették, hogy Nicolas Cage és Alex Wolff csatlakoztak a film szereplőgárdájához, Michael Sarnoski pedig az általa írt forgatókönyv alapján rendezte a filmet.
A forgatás 2019. szeptember 23-án kezdődött az oregoni Portlandben, és 20 napig tartott.

## Megjelenés
2020 márciusában a Neon megszerezte a film amerikai forgalmazási jogait. A Disznó 2021. július 16-án jelent meg az Egyesült Államokban a mozikban. Ezt követően 2021. augusztus 20-án jelent meg az Egyesült Királyságban és az Ír Köztársaságban.

## Bevétel
A film az első nyitóhétvégén 552 moziban 945 ezer dollárt hozott. A második hétvégén újabb 565 ezer dollárt termelt.

## Fordítás
- Ez a szócikk részben vagy egészben  a   Pig (2021 film)  című angol Wikipédia-szócikk fordításán alapul.  Az eredeti cikk szerkesztőit annak laptörténete sorolja fel. Ez a jelzés csupán a megfogalmazás eredetét és a szerzői jogokat jelzi, nem szolgál a cikkben szereplő információk forrásmegjelöléseként.